# ابوباکار لانگون
ابوباکار لانگون (انگلیسی: Aboubacar Langone؛ زادهٔ ۵ ژوئیهٔ ۲۰۰۰) بازیکن فوتبال است.